# Madoqua piacentinii
Madoqua piacentinii або Дікдік сріблястий — маленька антилопа, що мешкає в посушливих регіонах Східної Африки. Належить до родини Бикові, підродини справжніх антилоп і є одним з чотирьох представників роду Дікдік.
Цей вид є найменшим серед дікдіків. Він мешкає в густих, низькорослих заростях піденно-східного узбережжя Сомалі і в чагарникових заростях акацій і комміфор долини річки Вебі-Шебелле на південному сході Ефіопії. Довжиною від до 50 см, висотою близько 30 см, важить 2-3 кг. Його спина і боки сріблястого кольору, а кінцівки, вуха та морда кольору охри. Мало відомо про загальну чисельність виду, але, як вважається, вона зменшується.